# Breznički Hum
Breznički Hum  è un comune della Croazia di 1 575 abitanti della regione di Varaždin.